# Imperial Leather
Imperial Leather, svenskt punkband från Stockholm, bildat år 2000.
Bandet delar namn med en engelsk tvåltillverkare och har släppt ett flertal skivor sedan bildandet år 2000. Första året gick dock verksamheten på sparlåga då sångerskan bodde i New York. Namnvalet beror på att tvålen med samma namn har använts till att ställa punkfrisyren tuppkam. 

## Medlemmar
- Amyl Nitrate (Amyl Neuhedel)- sång
- Kenko Puukko (Mattias Kennhed) - gitarr (Meanwhile, ex-No Security, Varukers, Burning Kitchen)
- Krisse Kaxi (Kristoffer Axiö) - gitarr (ex-Zombiefied, Stockholm pigs)
- Martin (Martin Lindvall) - bas (ex- To What End?, Burning Kitchen)
- Who-killed-matte? (Mattias Karlsson) - trummor

### Före detta medlemmar
- Joni Macaroni - bas (Stajnas Lobos, To What End?, Hatet Växer)
- PDR - gitarr (Midnight Stalkers, Monster, Zombiefied)
- Grand Dadde - trummor (Asta Kask, Wolfbrigade, To What End?, Today's Overdoe)
- Däny Rotten - sång (Hatet Växer)
- 138 (Christoffer Jonsson) - bas (AC4, ex-Bruce Banner, DS-13)

## Diskografi
- 2003 - Excuses for Future Fuck-ups 7"(Instigate)
- 2003 - S/t MC (Trujaca Fala)
- 2003 - Commodity of a Filthy Society 7" (Communichaos)
- 2004 - A Nobis Factum Optime Est 7" (Communichaos)
- 2005 - Something out of Nothing LP/CD (Profane Existence)
- 2006 - Antibodies EP 7" (Profane Existence)
- 2006 - Imperial Leather/Clash Dogs split CD" (MCR)
- 2008 - Do You Know Where Your Children Are? LP/CD (Profane Existence)
- 2009 - Unconditional Conditions CD (MCR)